# مینوشک
مینوشک، روستایی از توابع بخش طرقبه شهرستان طرقبه شاندیز در استان خراسان رضوی ایران است.

## جمعیت
این روستا در دهستان طرقبه قرار دارد و براساس سرشماری مرکز آمار ایران در سال ۱۳۸۵، جمعیت آن زیر سه خانوار بوده‌است.